# Décès en août 1975
Décès
- 1971
- 1972
- 1973
- 1974
- 1975
- 1976
- 1977
- 1978
- 1979

Pour une information complémentaire, voir la page d'aide.

| Date          | Nom                        | Pays                                                          | Activités                        | Âge   | Source |
| ------------- | -------------------------- | ------------------------------------------------------------- | -------------------------------- | ----- | ------ |
| date inconnue | Laure Bruni                | Drapeau de la France                                          | Peintre française.               | 89    |        |
| 3 août        | Thomas Mouléro Djogbenou   | Drapeau du Bénin                                              | Prêtre catholique                | ?     |        |
| 4 août        | Fumio Nanri                | Drapeau du Japon                                              | Trompettiste de jazz             | 64    |        |
| 4 août        | Benoît Frachon             | Drapeau de la France                                          | syndicaliste et homme politique  | 82    |        |
| 8 août        | Sune Almkvist              | Drapeau de la Suède                                           | Footballeur suédois.             | 89    |        |
| 8 août        | Joseph Wauters             | Drapeau de la Belgique                                        | Coureur cycliste                 | 69    |        |
| 8 août        | Julian Cannonball Adderley | Drapeau des États-Unis                                        | Saxophoniste alto                | 46    |        |
| 9 août        | Dmitri Chostakovitch       | Drapeau de la Russie                                          | Compositeur                      | 68    |        |
| 13 août       | Marcel Rouvière            | Drapeau de la France                                          | Joueur et entraîneur de football | 53    |        |
| 15 août       | Sheikh Fazlul Haque Mani   | Drapeau du Bangladesh                                         | Homme politique                  | 35    |        |
| 15 août       | Robert Ploton              | Drapeau de la France                                          | Prêtre et résistant              | 73    |        |
| 15 août       | Abdur Rab Serniabat        | Drapeau du Bangladesh                                         | Homme politique                  | 53-54 |        |
| 17 août       | Georges Dandelot           | Drapeau de la France                                          | Compositeur et pédagogue         | 79    |        |
| 18 août       | André Oleffe               | Drapeau de la Belgique                                        | Homme politique                  | 61    |        |
| 27 août       | Hailé Sélassié Ier         | Drapeau de l'Éthiopie                                         | Empereur d'Éthiopie              | 83    |        |
| 27 août       | Franjo Šoštarić            | Drapeau de la République fédérative socialiste de Yougoslavie | Footballeur international        | 56    |        |
| 29 août       | Eamon de Valera            | Drapeau de l'Irlande                                          | Homme politique                  | 92    |        |